# Teorema de Bell
O teorema de Bell é o legado mais importante do físico teórico John Stewart Bell, publicado em 1964, que estabelece uma distinção absoluta entre a mecânica quântica e a mecânica clássica, ou seja, não existe regime de variáveis ocultas locais que possam reproduzir todos os resultados da mecânica quântica.
Na realidade, o teorema de Bell consiste em uma classe de desigualdades, uma das quais foi demonstrada por John Bell, que em meados dos anos 60 examinou criticamente a proposta apresentada por von Neumann da não-existência de variáveis ocultas.
Bell mostrou que a hipótese do realismo local, ou seja...
1. que uma partícula possui valores definitivos que não dependem do processo de observação e
2. que a velocidade de propagação dos efeitos físicos é finita

... não é compatível com a mecânica quântica.
O teorema de Bell ofereceu uma forma de quantificar alguns conceitos associados com o paradoxo EPR e possibilitou, por fim, os testes experimentais de rede quântica versus realismo local. o teorema foi comprovado pela primeira vez em 1972 por John Clauser, de Berkeley.

## Implicações da violação da desigualdade de Bell
O fenômeno do entrelaçamento quântico que está por trás da violação da desigualdade de Bell é um dos elementos da física quântica que não pode ser representado em qualquer outra visão clássica da física; outros elementos não clássicos são a complementaridade e o colapso da função de onda. O problema da interpretação da mecânica quântica busca prover uma visão satisfatória deste elementos.
Teorema de Bell, portanto, aplica-se apenas com os resultados estatísticos de muitas execuções do experimento. Simbolicamente, a correlação entre os resultados de um único par pode ser representada como "+1" para uma correspondência, ou "-1" para uma não-correspondência.
Ao medir o "spin" dessas partículas entrelaçadas ao longo de eixos paralelos sempre resultará em resultados idênticos (i.e., perfeitamente correlacionados); medição em direções perpendiculares terá apenas uma chance de 50% de correspondência (ou seja, terá uma probabilidade de 50% de um resultado não-correlacionado).
| Tabela de casos básicos \| Mesmo eixo \| Par 1 \| Par 2 \| Par 3 \| Par 4 \| … \| Par n \| \| \| ------------------ \| ----- \| ----- \| ----- \| ----- \| - \| ----- \| --------------- \| \| Alice, 0° \| + \| − \| − \| + \| … \| + \| \| \| Bob, 0° \| + \| − \| − \| + \| … \| + \| \| \| Correspondência: ( \| +1 \| +1 \| +1 \| +1 \| … \| +1 \| ) / n = +1 \| \| \| \| \| \| \| \| \| (100% idêntico) \| \| Eixos ortogonais \| Par 1 \| Par 2 \| Par 3 \| Par 4 \| … \| Par n \| \| \| Alice, 0° \| + \| − \| + \| − \| … \| − \| \| \| Bob, 90° \| − \| − \| + \| + \| … \| − \| \| \| Correspondência ( \| −1 \| +1 \| +1 \| −1 \| … \| −1 \| ) / n = 0 \| \| \| \| \| \| \| \| \| (50% idêntico) \| | Tabela de casos básicos \| Mesmo eixo \| Par 1 \| Par 2 \| Par 3 \| Par 4 \| … \| Par n \| \| \| ------------------ \| ----- \| ----- \| ----- \| ----- \| - \| ----- \| --------------- \| \| Alice, 0° \| + \| − \| − \| + \| … \| + \| \| \| Bob, 0° \| + \| − \| − \| + \| … \| + \| \| \| Correspondência: ( \| +1 \| +1 \| +1 \| +1 \| … \| +1 \| ) / n = +1 \| \| \| \| \| \| \| \| \| (100% idêntico) \| \| Eixos ortogonais \| Par 1 \| Par 2 \| Par 3 \| Par 4 \| … \| Par n \| \| \| Alice, 0° \| + \| − \| + \| − \| … \| − \| \| \| Bob, 90° \| − \| − \| + \| + \| … \| − \| \| \| Correspondência ( \| −1 \| +1 \| +1 \| −1 \| … \| −1 \| ) / n = 0 \| \| \| \| \| \| \| \| \| (50% idêntico) \| | Tabela de casos básicos \| Mesmo eixo \| Par 1 \| Par 2 \| Par 3 \| Par 4 \| … \| Par n \| \| \| ------------------ \| ----- \| ----- \| ----- \| ----- \| - \| ----- \| --------------- \| \| Alice, 0° \| + \| − \| − \| + \| … \| + \| \| \| Bob, 0° \| + \| − \| − \| + \| … \| + \| \| \| Correspondência: ( \| +1 \| +1 \| +1 \| +1 \| … \| +1 \| ) / n = +1 \| \| \| \| \| \| \| \| \| (100% idêntico) \| \| Eixos ortogonais \| Par 1 \| Par 2 \| Par 3 \| Par 4 \| … \| Par n \| \| \| Alice, 0° \| + \| − \| + \| − \| … \| − \| \| \| Bob, 90° \| − \| − \| + \| + \| … \| − \| \| \| Correspondência ( \| −1 \| +1 \| +1 \| −1 \| … \| −1 \| ) / n = 0 \| \| \| \| \| \| \| \| \| (50% idêntico) \| | Tabela de casos básicos \| Mesmo eixo \| Par 1 \| Par 2 \| Par 3 \| Par 4 \| … \| Par n \| \| \| ------------------ \| ----- \| ----- \| ----- \| ----- \| - \| ----- \| --------------- \| \| Alice, 0° \| + \| − \| − \| + \| … \| + \| \| \| Bob, 0° \| + \| − \| − \| + \| … \| + \| \| \| Correspondência: ( \| +1 \| +1 \| +1 \| +1 \| … \| +1 \| ) / n = +1 \| \| \| \| \| \| \| \| \| (100% idêntico) \| \| Eixos ortogonais \| Par 1 \| Par 2 \| Par 3 \| Par 4 \| … \| Par n \| \| \| Alice, 0° \| + \| − \| + \| − \| … \| − \| \| \| Bob, 90° \| − \| − \| + \| + \| … \| − \| \| \| Correspondência ( \| −1 \| +1 \| +1 \| −1 \| … \| −1 \| ) / n = 0 \| \| \| \| \| \| \| \| \| (50% idêntico) \| |       |   |       |                 |
| Mesmo eixo | Par 1 | Par 2 | Par 3 | Par 4 | … | Par n |                 |
| --- | --- | --- | --- | ----- | - | ----- | --------------- |
| Alice, 0° | + | − | − | +     | … | +     |                 |
| Bob, 0° | + | − | − | +     | … | +     |                 |
| Correspondência: ( | +1 | +1 | +1 | +1    | … | +1    | ) / n = +1      |
| | | | |       |   |       | (100% idêntico) |
| Eixos ortogonais | Par 1 | Par 2 | Par 3 | Par 4 | … | Par n |                 |
| Alice, 0° | + | − | + | −     | … | −     |                 |
| Bob, 90° | − | − | + | +     | … | −     |                 |
| Correspondência ( | −1 | +1 | +1 | −1    | … | −1    | ) / n = 0       |
| | | | |       |   |       | (50% idêntico)  |

Alguns defensores da ideia das variáveis ocultas preferem aceitar a opinião de que estes experimentos são controlados de fora por variáveis ocultas locais. Eles estão prontos para abrir mão da localidade, explicando a violação  da desigualdades de Bell por meio de uma teoria de variáveis ocultas não locais, na qual as partículas trocam informação a respeito de seus estados. Esta é a base do interpretação de Bohm da mecânica quântica. Isto entretanto, requereria que por exemplo, que todas as partículas do universo fossem capazes de instantaneamente trocar informações com todas as outras.
Finalmente, um sub-produto das conseqüências das desigualdades de Bell é a asserção contra-factual. Esta derivação refere-se a várias propriedade objetivas que não podem ser todas medidas para qualquer partícula dada, desde que a ação de realizar a medição muda o seu estado. Em relação ao realismo local esta dificuldade é prontamente transposta, tão logo se assuma que a fonte é estável, produzindo a mesma distribuição estatística de todos os estados para todos sub-experimentos. Se esta suposição é tida como injustificável, por conseqüência, podemos argüir que a desigualdade de Bell é não comprovada. Na interpretação de muitos-mundos de Everett, a suposição da asserção contra-factual é abandonada, esta interpretação assume que o universo se divide para muitos observadores diferentes, cada um dos quais realiza uma medição para uma observação diferente. Portanto a interpretação de muitos mundos  pode ser aderente as propriedades do realismo filosófico e ao principio da localidade e não viola as condições de Bell.